# Eck-Bibel

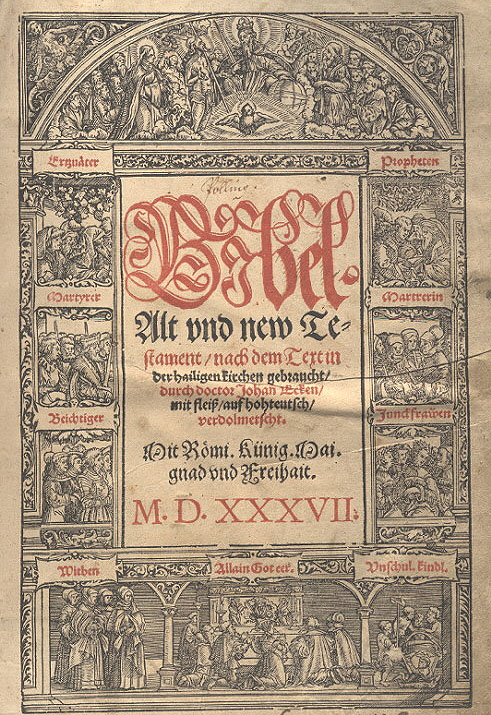
Bibel - Alt und new Testament von Johannes Eck, 1537

Die Eck-Bibel ist eine deutschsprachige Übersetzung des Neuen und Alten Testaments vom Ingolstädter Theologen Johannes Eck aus dem Jahr 1537, die als katholische Antwort auf die Lutherbibel von 1534 entstanden ist und deshalb gemeinsam mit der Dietenberger-Bibel zu den Korrekturbibeln gezählt wird.

## Entstehung
Im Jahr 1537 erschien von Johann Eck eine der ersten Übersetzungen der kompletten Bibel nach Martin Luthers Vollbibel von 1534 und zwar nicht in einem ostmitteldeutschen Sächsisch, sondern in einem sehr bairischen Oberdeutsch, ähnlich der Maximilianischen Kanzleisprache. Damit grenzte sich Eck nicht nur theologisch, sondern auch sprachlich von Martin Luther ab. Dieses Werk entstand im Auftrag des bayerischen Herzogs Wilhelm IV. und trägt den Titel Alt und new Testament, nach dem Text in der hailigen kirchen gebraucht, durch doctor Johan. Ecken, mit fleiß, an hohteutsch verdolmetscht und erschien 1537 in Ingolstadt. Der Teil des neuen Testaments orientierte sich bei Eck an der Übersetzung des Humanisten Hieronymus Emser von 1527 und basierte insgesamt auf der lateinischen Vulgata und nicht auf den hebräischen und griechischen Urtexten wie bei Luther. Gewidmet ist seine Bibel dem Kardinal und Salzburger Erzbischof Matthäus Lang von Wellenburg. In einem Brief an diesen aus dem Jahr 1536 bekräftigt er einerseits die traditionellen katholischen Bedenken, die heilige Schrift in die Sprache des Volkes zu übersetzen:

„Es ist mir unverborgen, auß was gutem grund und vernünftigen ursachen von alter her durch weiß hohverstendig leut ist geacht worden, nit nutz, gut oder hailsam sein, das die hailig gschrift, die Biblisch bücher in ain gmaine landleufige sprach (vernaculam linguam) zu vertolmetschen, sunder auch gfärlich und schädlich gehalten worden. Dan dar durch der gmain lai leichtlich in hohfart sich erhebt, ihm selbs wolgefelt, das er die hailige gehaimnis und schwäre stell der gschrift in seiner vermainter witz handlen und außlegen kan, wie S. Hieronymus in der vorred der Bibel sich beklagt, das iederman sich underwind die gschrift zu handlen, das alt weib, der alt man etc. So doch kainer sich understat in andern künsten gelert zu werden on vorgenden maistern, der jhm den weg zaige. (...)“

Andererseits rechtfertigt er jedoch das Vorhaben unter Verweis auf die geistige Situation der Zeit: die Verbreitung katholisch nicht approbierter („gefälschter“) Übersetzungen, sowie die auch katholischerseits vorhandene „Begier“ nach dem „unverserten und unbefleckten“ Wort Gottes: 

„Wiewol ich nun der schwärlicher arbait gern über haben, auß ursachen anfänglich erzelt, das nit allweg gut ist dem laien jedes buch der Bibel zu lesen, jedoch, so ich gesehen, das allenthalb die gefälschten Bibel braucht und gelesen wurden und maniger frummer bestendiger Christ, der ab der zerreissung ain grewel trug und doch der unverserten und unbefleckten Bibel begierig, hab ich den hohgenanten gnädigen Fürsten auß pflichtiger schuld und schuldiger underthäniger gehorsamen jhrs befelchs stat than und mit grosser stetwiriger mü das alt testament treülich verteutscht mit fleissigen anschawen und collationieren viler wol corrigierter büecher, auch in mangerlai sprachen, wa es die noturft erfordert.“

## Besonderheiten

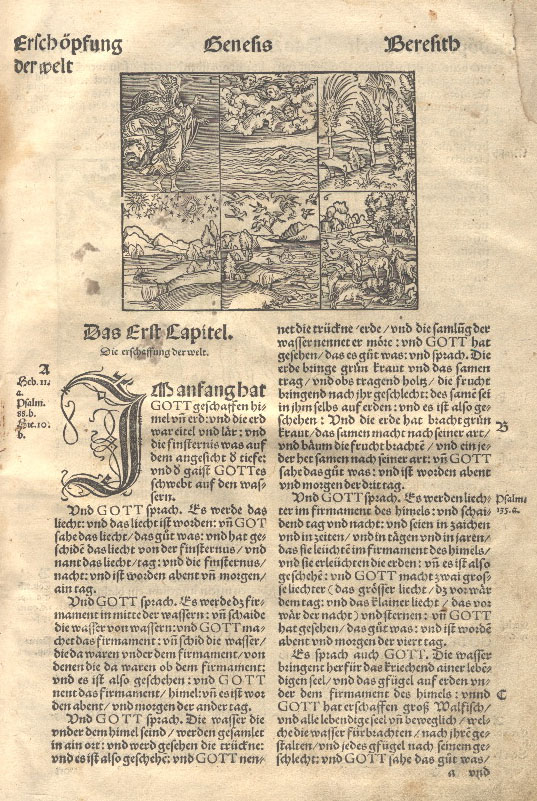
GOTT auf der ersten Seite der Genesis in der Edition von 1537

Dieser Brief weist wie die Bibelübersetzung selbst einige typisch bairische Merkmale auf, die damals auch in geschriebener Sprache üblich waren. Bei seiner Übersetzungsarbeit hat Eck sogar auf frühe althochdeutsche Bibeltexte zurückgegriffen, so ist bekannt, dass er die 1530 von Beatus Rhenanus wiederentdeckte Freisinger Handschrift F des Liber evangeliorum des Otfrid von Weißenburg verwendete. Aus seinen Vorlagen, der Lutherbibel von 1534, der Dietenberger-Bibel und der Zürcher Bibel ersetzte er zahlreiche ostmitteldeutsche und schweizerdeutsche Wörter durch bairische, wie etwa das Wort hügel durch bühel, bersten durch brechen und beutel durch seckel. Viele oberdeutsche Wörter bei Eck verstehen aber selbst heutige Sprecher von bairischen Dialekten nicht mehr, da diese im Laufe der Zeit von neuhochdeutschen Ausdrücken verdrängt wurden. Dies führte dazu, dass die spätere germanistische Forschung die Bibel von Johannes Eck sehr negativ bewertete und sogar das Biographisch-Bibliographische Kirchenlexikon über sein Werk schreibt:

„Im Auftrag seiner Herzöge übertrug E. die Bibel in den bayrisch-schwäbischen Dialekt. Seine sprachlich ungenießbare Bibelübersetzung erschien 1537.“

Doch zu dieser Zeit schrieben selbst die kaiserlichen Kanzleien ein sehr ähnliches Oberdeutsch, das heute antiquiert und nach Dialekt klingt, damals allerdings eine weit verbreitete Schriftsprache war (Oberdeutsche Schreibsprache).
In theologisch strittigen Interpretationsmöglichkeiten des Urtextes hielt sich Eck streng an die lateinische Vulgata und lehnte Rückgriffe auf die griechische Septuaginta und hebräische Masoreten ab. Besonders umstritten zwischen Katholiken und Protestanten war dabei die korrekte Übersetzung des Gotteslobs der Engel in der Weihnachtsgeschichte des Lukasevangeliums, wo Eck gemäß dem lateinischen Text übersetzte und Luther nach dem griechischen: 
- Vulgata: gloria in altissimis Deo / et in terra pax hominibus bonae voluntatis[4]
- Eck: Ehr sei Got in der hoehe vnd frid auf erden/ den menschen die ains guoten willen sein.
- Textus receptus: δόξα ἐν ὑψίστοις θεῷ καὶ ἐπὶ γῆς εἰρήνη ἐν ἀνθρώποις εὐδοκία
- Luther 1545: Ehre sey Gott in der Höhe/ Vnd Friede auff Erden/ Vnd den Menschen ein wolgefallen.[5]

Eck betonte mit seiner Übersetzung somit in katholischer Tradition den freien Willen. Dies ist eine der möglichen Lesarten des lateinischen  Vulgata-Textes. Luthers Fassung war hier also weniger dogmatisch in dieser Frage, sondern betonte die frohe Weihnachtsbotschaft. Die heutigen Fassungen lassen sich eher im Sinne der reformierten Prädestinationslehre deuten.
- Nestle-Aland[7]: δόξα ἐν ὑψίστοις θεῷ καὶ ἐπὶ γῆς εἰρήνη ἐν ἀνθρώποις εὐδοκίας.[8]
- Einheitsübersetzung[9]: und auf Erden ist Friede bei den Menschen seiner Gnade (Lk 2,14 EÜ)
- Luther-Revision 1984: Ehre sei Gott in der Höhe und Friede bei den Menschen seines Wohlgefallens (Lk 2,14 LUT)

Eine weitere Besonderheit der Eck-Bibel stellt auch die Wiedergabe des Tetragramms mit GOTT in Großbuchstaben dar, wo Luther zwischen HERR für das Tetragramm, HErr für den fleischgewordenen Christus und Herr für eine Person, etwa den Herrn eines Sklaven, unterscheidet. In Exodus 6,3 findet sich bei Eck außerdem erstmals der Gottesname JHWH in einer deutschsprachigen Bibel, wenn auch nur in einer Randbemerkung: Der name Adonai Jehoua.

## Verbreitung
Die Bibel nach Johannes Eck, die in der Forschung auch als katholische Korrekturbibel bezeichnet wird, war in den oberdeutschen katholischen Regionen, besonders im Kurfürstentum Bayern, im Erzbistum Salzburg und in Österreich, lange Zeit in Verwendung und behielt ihre theologische und linguistische Wirkung bis ins 17. Jahrhundert. Die erste Auflage gab im Juni 1537 der Augsburger Verleger Krapff bei den Gebrüdern Alexander und Samuel Weissenhorn in Ingolstadt in Druck. Schon 1550 erschien bei den inzwischen selbstständigen Weissenhorns eine zweite Auflage und 1558 eine dritte. 1602 erstellte Tobias Hendschele eine revidierte Fassung nach der neuen Sixtina-Vulgata, die als vierte Edition beim Drucker Angermayer in Ingolstadt veröffentlicht wurde und als fünfte Auflage 1611 bei Wolter in Köln. Während des Dreißigjährigen Krieges entstanden 1619 noch eine sechste und 1630 eine siebte und letzte Auflage. Im Schweizer Lötschental war ein Exemplar der Eck-Bibel von 1550 lange Zeit die einzige deutschsprachige katholische Bibel des Kanton Wallis.
Erhalten gebliebene Exemplare findet man heute in folgenden Bibliotheken: Universität Köln (1550), Württembergische Landesbibliothek (1537, 1550, 1558, 1611), UB Freiburg (1611), UB Basel (1537, 1550), UB Wien (1537), ÖNB (1537, 1550), UB Graz (1550), Theologische Hochschule Brixen (1537), im Lötschentaler Museum in Kippel (1550), sowie in Bayern in der UB Regensburg (1537), der Staats- und Stadtbibliothek Augsburg (1537, 1602), der Staatsbibliothek Bamberg (1602), an der Universität Erlangen-Nürnberg (1537), der BSB München (1558, 1602, 1611) und natürlich in der KU Eichstätt-Ingolstadt (1537, 1550, 1602), dem Ort des Wirkens von Johannes Eck.